# Fort Lauderdale-Hollywood International Airport

i7
i11
i13
Der Fort Lauderdale-Hollywood International Airport (IATA-Code: FLL, ICAO-Code: KFLL) ist ein 1946 eröffneter internationaler Verkehrsflughafen, der sich zwischen den namensgebenden Städten Fort Lauderdale und Hollywood in Florida befindet.
Flughafenbetreiber ist der Landkreis Broward County. Im Jahr 2021 betrug der Passagierdurchsatz 28,08 Mio.; damit nahm er Platz 15 in den Vereinigten Staaten ein, weltweit lag er auf Platz 30.

## Lage und Verkehrsanbindung
Der Flughafen befindet sich fünf Kilometer südlich von Fort Lauderdale und sieben Kilometer nördlich von Hollywood. Östlich der Passagierterminals verläuft der U.S. Highway 1. Die Interstate 595 verläuft nördlich des Flughafens und mündet an dessen nordöstlichen Ende in den U.S. Highway 1. Außerdem kreuzt die I-595 am nordwestlichen Ende die westlich des Flughafens verlaufende Interstate 95.
Der Flughafen ist per Bus und Eisenbahn in den Öffentlichen Personennahverkehr eingebunden. Die Buslinien werden von Broward County Transit betrieben. Der Flughafen wird außerdem von der regionalen Eisenbahngesellschaft Tri-Rail bedient, deren Strecke verbindet Miami mit Fort Lauderdale und West Palm Beach. Da die Strecke westlich des Flughafens verläuft, befindet sich der Bahnhof rund drei Kilometer südwestlich der Passagierterminals auf dem Gebiet der Stadt Dania Beach.

## Geschichte
Die Geschichte des Fort Lauderdale-Hollywood International Airport geht auf das am 1. Mai 1929 eröffnete Merle Fogg Field zurück, der Flugplatz war nach dem lokalen Flugpionier Merle Fogg benannt worden. Bis 1942 wurde der Flugplatz hauptsächlich von der Allgemeinen Luftfahrt genutzt.
Am 3. Juni 1942 begann die US Navy mit dem Bau einer Marinefliegerbasis auf dem Gelände des Merle Fogg Field. Aus dem Flugplatz wurde die Naval Air Station Fort Lauderdale. Der erste Flug fand am 7. Oktober desselben Jahres statt. 1943 absolvierte der spätere 41. US-Präsident und damals jüngste Pilot der US Navy George H. W. Bush seine Pilotenausbildung in Fort Lauderdale. Am 5. Dezember 1945 verschwanden fünf auf der NAS Fort Lauderdale stationierte Grumman TBF während eines Trainingsfluges. Die US Navy legte die Basis am 1. Juni 1946 still.
Am 1. Januar 1948 gab die US Navy die Kontrolle über den Flughafen an das Broward County ab. Der zivile Flughafen erhielt die Bezeichnung Broward County International Airport. Der erste internationale Linienflug startete am 2. Juni 1953. Dieser war ein Flug der Mackey Airlines nach Nassau. Am 4. Oktober 1956 übertrug die US Navy das Eigentum am Flughafen an das Broward County. Der erste Linienflug innerhalb der Vereinigten Staaten, ein Flug der Northeast Airlines nach New York, startete am 13. Dezember 1958. Am 1. März 1959 wurde ein neues Passagierterminal eröffnet, am 1. Oktober desselben Jahres erfolgte die Umbenennung in Fort Lauderdale-Hollywood International Airport.
Im Jahr 1969 verzeichnete der Flughafen erstmals mehr als eine Million Passagiere innerhalb eines Jahres. Bis 1983 stieg die Passagierzahl deutlich an, daher begann man in diesem Jahr mit einem rund 283 USD teuren Um- und Ausbau an den Passagierterminals. Außerdem landete im selben Jahr zum ersten Mal eine Concorde in Fort Lauderdale. Die Passagierterminals wurden bis zur Mitte der 80er Jahre abgerissen. Mit dem Terminal 4 eröffnete 1985 ein erstes neues Terminal, im nächsten Jahr folgten die Terminals 2 und 3.
1994 erreichte man mit mehr als zehn Millionen Passagieren einen neuen Passagierrekord. 1999 verlegte die Billigfluggesellschaft Spirit Airlines ihre Basis auf den Flughafen von Fort Lauderdale.
Im Jahr 2000 steigerte man den Passagierrekord auf mehr als 15 Millionen Passagiere, außerdem wurde der Concourse C des Terminals 1 eröffnet. Zwischen 2001 und 2003 wurden die Passagierterminals erneut ausgebaut. Im Jahr 2003 begann man mit den Planungen für einen umfangreichen Flughafenausbau, des Weiteren wurde mit dem Concourse B eine Erweiterung des Terminals 1 eröffnet. Im Folgejahr lag man erstmals bei über 20 Millionen Passagieren in einem Jahr. 2007 genehmigte das Broward County die Erweiterung der südlichen Start- und Landebahn, die FAA stimmte dem Ausbau ein Jahr später zu. Am 23. Januar 2012 begann man mit der Erweiterung der südlichen Start- und Landebahn 9R/27L, die bis dahin 1608 Meter lang und 30 Meter breit war. Die Südbahn selbst wurde am 17. April 2012 geschlossen. Im Rahmen der Erweiterung wurde die westliche Querwindbahn 13/31 am 6. Mai 2013 permanent geschlossen. Bis zur Eröffnung der auf 2438 Meter Länge und 46 Meter Breite erweiterten Südbahn 10R/28L am 18. September 2014 blieb nur die nördliche Start- und Landebahn 10L/28R in Betrieb. Die westliche Erweiterung des Terminals 4 wurde im November 2015 eröffnet, am Ende des Jahres wurden erstmals mehr als 25 Millionen Passagiere abgefertigt. Im Juli 2017 wurde mit dem Concourse A eine Erweiterung des Terminals 1 eröffnet.
Aufgrund von Hurrikan Irma musste der Fort Lauderdale-Hollywood International Airport im September 2017 für mehrere Tage geschlossen werden. Im Gegensatz zum Miami International Airport trug er jedoch nur geringe Schäden davon. Ab Februar 2018 wurden während Aufenthalten des US-Präsidenten Donald Trump in Mar-a-Lago zu dessen Schutz Kampfjets der United States Air Force in Fort Lauderdale stationiert.

## Flughafenanlagen

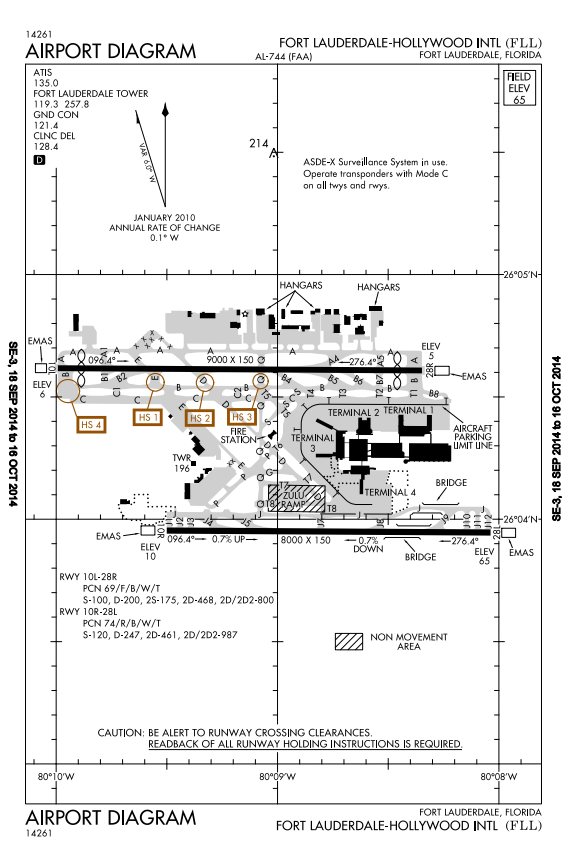
Flughafendiagramm

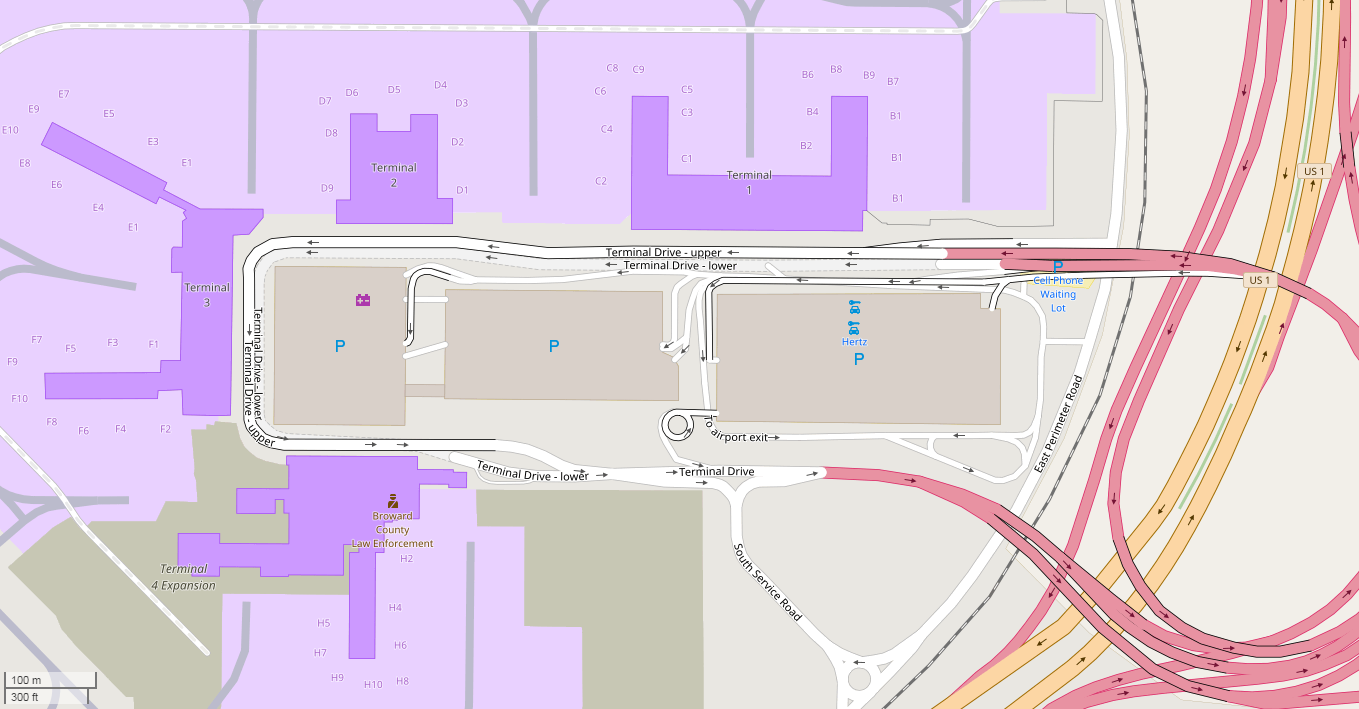
Karte der Passagierterminals (veraltet)

### Start- und Landebahnen
Der Fort Lauderdale-Hollywood International Airport verfügt über zwei Start- und Landebahnen. Die Start- und Landebahn 10L/28R ist 2.743 Meter lang und 46 Meter breit, der Belag besteht teilweise aus Asphalt und Beton. Die zweite Bahn 10R/28L ist 2.438 Meter lang, 46 Meter breit und mit einem Belag aus Beton ausgestattet.

### Terminal
Der Fort Lauderdale-Hollywood International Airport verfügt über vier Passagierterminals mit insgesamt sieben Concourses und 66 Flugsteigen.

#### Terminal 1
Terminal 1 besteht aus den Concourses A, B und C. Diese verfügen über die Flugsteige A1 bis A7, B2, B4 bis B9 und C1 bis C9. Insgesamt gibt es 23 Flugsteige und ebenso viele Fluggastbrücken. Terminal 1 wird von Air Canada, Alaska Airlines, Allegiant Air, Bahamasair, Frontier Airlines, Silver Airways, Southwest Airlines, United Airlines, Western Air und Westjet Airlines genutzt.
Der Concourse C des Terminals 1 wurde im Jahr 2000 eröffnet, drei Jahre später folgte Concourse B. Im Concourse C wurde ein Flugsteig auf die Nutzung durch Großraumflugzeuge ausgelegt. Der Flugsteig C2 ist für die Boeing 767 ausgelegt, zudem können an den Flugsteigen A6 und C1 Flugzeuge bis zur Größe einer Boeing 757 abfertigen. Die letzte Modernisierung wurde im Sommer 2018 abgeschlossen.

#### Terminal 2
Terminal 2 besteht aus dem Concourse D mit den Flugsteigen D1 bis D9. Insgesamt gibt es 9 Flugsteige und ebenso viele Fluggastbrücken. Terminal 2 wird von Air Canada und Delta Air Lines genutzt.
Das Terminal 2 wurde im Jahr 1986 eröffnet. Die Flugsteige D1 bis D2 sind für Flugzeuge bis zur Größe einer Boeing 757 ausgelegt. Der Flugsteig D6A ist für Großraumflugzeuge bis zur Größe einer Boeing 777 geeignet. An den restlichen Flugsteigen können Flugzeuge bis zur Größe einer Boeing 767 abgefertigt werden. Bis August 2021 wurde das Terminal modernisiert.

#### Terminal 3
Terminal 3 besteht aus den Concourses E und F. Diese verfügen über die Flugsteige E1 bis E10 und F1 bis F10. Insgesamt gibt es 20 Flugsteige und ebenso viele Fluggastbrücken. Terminal 3 wird von American Airlines, Avelo Airlines, Azul Linhas Aéreas, Flair Airlines, Jetblue Airways und Sun Country Airlines genutzt.
Das Terminal 3 wurde im Jahr 1986 eröffnet. Die Flugsteige E9 und F8 sind für Flugzeuge bus zur Größe einer Boeing 777 ausgelegt. Der Flugsteig E7 ist für Flugzeuge bis zur Größte einer Boeing 787 geeignet. Am Flugsteig E3 können Flugzeuge bis zur Größe einer Boeing 767 abgefertigt werden, während der Flugsteig E8 für einen Airbus A300 ausgelegt ist. Bis Dezember 2021 wurde das Terminal modernisiert.

#### Terminal 4
Terminal 4 besteht aus dem Concourse G mit den Flugsteigen G1 bis G14. Insgesamt gibt es 14 Flugsteige und ebenso viele Fluggastbrücken. Terminal 4 wird von Air Transat, Avianca, Caribbean Airlines, Copa Airlines, Norse Atlantic Airways und Spirit Airlines genutzt.
Das Terminal 4 wurde im Jahr 1985 mit zehn Flugsteigen eröffnet, es diente anschließend über mehrere Jahre als einziges internationales Terminal des Flughafens. Es hatte ursprünglich zehn Flugsteige, durch Umbauten stieg die Zahl auf 14. Der Flugsteig G3 ist für Flugzeuge bis zur Größe eines Airbus A330 ausgelegt, die Flugsteige G11A und G14 sind für Flugzeuge bis zur Größe einer Boeing 767 geeignet. Das Terminal 4 wurde umfangreich erweitert und mit dem Terminal 3 verbunden. Im November 2015 wurde der westliche Teil einer umfangreichen Erweiterung fertiggestellt, die restlichen Einrichtungen folgten im Jahr 2019.

### Sonstige Einrichtungen
Der Kontrollturm befindet sich an der westlichen Seite des Flughafengeländes, zwischen den Start- und Landebahnen. Er wurde 1983 errichtet und ist 54 Meter hoch. Aufgrund der Erweiterung der südlichen Start- und Landebahn soll er ersetzt werden. Neben dem Kontrollturm befindet sich außerdem der Bereich der Allgemeinen Luftfahrt.
Die Frachtfluggesellschaft FedEx verfügt über ein eigenes Frachtterminal am Fort Lauderdale-Hollywood International Airport, es befindet sich an der nördlichen Seite des Flughafens.

## Fluggesellschaften und Ziele
Der Fort Lauderdale-Hollywood International Airport ist der Heimatflughafen der Fluggesellschaften IBC Airways und Silver Airways.
Der Fort Lauderdale-Hollywood International Airport wird von 23 Fluggesellschaften angeflogen. Im Jahr 2021 ging das Passagieraufkommen am Flughafen größtenteils auf die drei Fluggesellschaften Spirit Airlines, Jetblue Airways und Southwest Airlines zurück. Insgesamt hatten die Billigfluggesellschaften im Geschäftsjahr 2021 bei den abfliegenden Passagieren einen Marktanteil von 71,1 %, im Geschäftsjahr 2005 lag ihr Marktanteil noch bei 37,4 %.
Vom Fort Lauderdale-Hollywood International Airport gab es im April 2023 Direktflüge zu 95 nationalen und 49 internationalen Zielen. Das internationale Streckennetz umfasst Linienflüge nach Europa, Nord- und Südamerika. Von Dezember 2022 bis März 2023 bot Norse Atlantic Airways Direktflüge nach Berlin an.

### Marktanteile der Fluggesellschaften
| Fluggesellschaft   | 2012/13 | 2022   | Bemerkung                                                |
| ------------------ | ------- | ------ | -------------------------------------------------------- |
| Air Canada         | 2,0 %   | 2,2 %  |                                                          |
| Allegiant Air      | k. A.   | 2,9 %  |                                                          |
| American Airlines  | 5,0 %   | 5,9 %  |                                                          |
| Delta Air Lines    | 13,0 %  | 11,3 % |                                                          |
| Jetblue Airways    | 19,0 %  | 20,7 % |                                                          |
| Southwest Airlines | 20,0 %  | 14,4 % | 2012/13 einschließlich AirTran Airways                   |
| Spirit Airlines    | 18,0 %  | 29,2 % |                                                          |
| United Airlines    | 8,0 %   | 6,8 %  |                                                          |
| US Airways         | 7,0 %   | 0,0 %  | 2013 Fusion mit American Airlines, Marke 2015 aufgegeben |
| Sonstige           | 8,0 %   | 6,6 %  |                                                          |

1. ↑  Das Geschäftsjahr 2012/13 endete am 30. September 2013. Bei den Zahlen für das Geschäftsjahr 2012/13 wurden nur die abfliegenden Passagiere berücksichtigt.

## Verkehrszahlen
| Verkehrszahlen des Fort Lauderdale-Hollywood International Airport 1957–2022 | Verkehrszahlen des Fort Lauderdale-Hollywood International Airport 1957–2022 | Verkehrszahlen des Fort Lauderdale-Hollywood International Airport 1957–2022 | Verkehrszahlen des Fort Lauderdale-Hollywood International Airport 1957–2022 | Verkehrszahlen des Fort Lauderdale-Hollywood International Airport 1957–2022 | Verkehrszahlen des Fort Lauderdale-Hollywood International Airport 1957–2022 |
| Betriebsjahr                                                                 | Fluggastaufkommen                                                            | Fluggastaufkommen                                                            | Fluggastaufkommen                                                            | Luftfracht (Tonnen) (mit Luftpost)                                           | Flugbewegungen                                                               |
| Betriebsjahr                                                                 | National                                                                     | International                                                                | Gesamt                                                                       | Luftfracht (Tonnen) (mit Luftpost)                                           | Flugbewegungen                                                               |
| ---------------------------------------------------------------------------- | ---------------------------------------------------------------------------- | ---------------------------------------------------------------------------- | ---------------------------------------------------------------------------- | ---------------------------------------------------------------------------- | ---------------------------------------------------------------------------- |
| 2022                                                                         | 25.058.103                                                                   | 6.628.301                                                                    | 31.686.404                                                                   | 96.785                                                                       | 285.801                                                                      |
| 2021                                                                         | 23.766.738                                                                   | 4.310.070                                                                    | 28.076.808                                                                   | 100.846                                                                      | 277.267                                                                      |
| 2020                                                                         | 13.361.740                                                                   | 3.122.392                                                                    | 16.484.132                                                                   | 84.595                                                                       | 194.491                                                                      |
| 2019                                                                         | 27.903.550                                                                   | 8.844.072                                                                    | 36.747.622                                                                   | 104.407                                                                      | 331.447                                                                      |
| 2018                                                                         | 27.355.007                                                                   | 8.608.363                                                                    | 35.963.370                                                                   | 108.113                                                                      | 333.465                                                                      |
| 2017                                                                         | 25.327.778                                                                   | 7.183.275                                                                    | 32.511.053                                                                   | 97.849                                                                       | 312.763                                                                      |
| 2016                                                                         | 23.149.587                                                                   | 6.055.415                                                                    | 29.205.002                                                                   | 83.683                                                                       | 290.239                                                                      |
| 2015                                                                         | 21.441.439                                                                   | 5.500.232                                                                    | 26.941.671                                                                   | 74.912                                                                       | 278.002                                                                      |
| 2014                                                                         | 19.988.550                                                                   | 4.659.756                                                                    | 24.648.306                                                                   | 77.967                                                                       | 258.344                                                                      |
| 2013                                                                         | 19.861.212                                                                   | 3.698.567                                                                    | 22.540.034                                                                   | 76.308                                                                       | 255.532                                                                      |
| 2012                                                                         | 19.971.534                                                                   | 3.597.569                                                                    | 23.569.103                                                                   | 87.938                                                                       | 262.831                                                                      |
| 2011                                                                         | 19.740.913                                                                   | 3.608.922                                                                    | 23.349.835                                                                   | 87.027                                                                       | 267.119                                                                      |
| 2010                                                                         | 18.965.234                                                                   | 3.447.393                                                                    | 22.412.627                                                                   | 88.965                                                                       | 272.293                                                                      |
| 2009                                                                         | 18.032.732                                                                   | 3.027.412                                                                    | 21.061.131                                                                   | 86.623                                                                       | 266.979                                                                      |
| 2008                                                                         | 19.578.759                                                                   | 3.042.939                                                                    | 22.621.698                                                                   | 118.913                                                                      | 295.496                                                                      |
| 2007                                                                         | 19.823.856                                                                   | 2.858.047                                                                    | 22.681.903                                                                   | 137.219                                                                      | 307.975                                                                      |
| 2006                                                                         | 18.995.410                                                                   | 2.374.377                                                                    | 21.369.787                                                                   | 148.161                                                                      | 297.088                                                                      |
| 2005                                                                         | 20.162.550                                                                   | 2.227.735                                                                    | 22.390.285                                                                   | 159.209                                                                      | 330.763                                                                      |
| 2004                                                                         | 19.150.442                                                                   | 1.668.850                                                                    | 20.819.292                                                                   | 162.905                                                                      | 315.488                                                                      |
| 2003                                                                         | 16.606.567                                                                   | 1.331.479                                                                    | 17.938.046                                                                   | 156.449                                                                      | 287.593                                                                      |
| 2002                                                                         | 15.834.632                                                                   | 1.202.629                                                                    | 17.037.261                                                                   | 165.043                                                                      | 280.737                                                                      |
| 2001                                                                         | 15.012.698                                                                   | 1.395.229                                                                    | 16.407.927                                                                   | 181.907                                                                      | 290.065                                                                      |
| 2000                                                                         | 14.386.726                                                                   | 1.473.278                                                                    | 15.860.004                                                                   | 236.669                                                                      | 292.675                                                                      |
| 1999                                                                         | 12.621.439                                                                   | 1.369.253                                                                    | 13.990.692                                                                   | 227.377                                                                      | 280.860                                                                      |
| 1998                                                                         | 11.212.164                                                                   | 1.241.710                                                                    | 12.453.874                                                                   | 188.000                                                                      | 256.255                                                                      |
| 1997                                                                         | 10.955.202                                                                   | 1.322.209                                                                    | 12.277.411                                                                   | –                                                                            | -                                                                            |
| 1996                                                                         | 9.812.939                                                                    | 1.350.913                                                                    | 11.163.852                                                                   | –                                                                            | -                                                                            |
| 1995                                                                         | 8.605.942                                                                    | 1.244.771                                                                    | 9.850.713                                                                    | –                                                                            | -                                                                            |
| 1994                                                                         | 9.372.152                                                                    | 1.199.212                                                                    | 10.571.364                                                                   | –                                                                            | -                                                                            |
| 1993                                                                         | 7.858.064                                                                    | 1.314.244                                                                    | 9.172.308                                                                    | –                                                                            | -                                                                            |
| 1992                                                                         | 6.974.904                                                                    | 1.369.962                                                                    | 8.344.866                                                                    | –                                                                            | -                                                                            |
| 1991                                                                         | 6.818.223                                                                    | 1.227.489                                                                    | 8.045.712                                                                    | –                                                                            | -                                                                            |
| 1990                                                                         | 7.764.305                                                                    | 1.333.819                                                                    | 9.098.124                                                                    | –                                                                            | -                                                                            |
| 1989                                                                         | 7.290.222                                                                    | 1.216.131                                                                    | 8.506.353                                                                    | –                                                                            | -                                                                            |
| 1988                                                                         | 7.604.295                                                                    | 972.519                                                                      | 8.576.814                                                                    | –                                                                            | -                                                                            |
| 1987                                                                         | 7.760.926                                                                    | 855.683                                                                      | 8.616.609                                                                    | –                                                                            | -                                                                            |
| 1986                                                                         | 7.076.855                                                                    | 856.199                                                                      | 7.933.054                                                                    | –                                                                            | -                                                                            |
| 1985                                                                         | 5.917.850                                                                    | 835.117                                                                      | 6.752.967                                                                    | –                                                                            | -                                                                            |
| 1984                                                                         | 5.694.838                                                                    | 738.626                                                                      | 6.433.464                                                                    | –                                                                            | -                                                                            |
| 1983                                                                         | 5.074.282                                                                    | 626.330                                                                      | 5.700.612                                                                    | –                                                                            | -                                                                            |
| 1982                                                                         | 5.147.746                                                                    | 697.829                                                                      | 5.845.575                                                                    | –                                                                            | -                                                                            |
| 1981                                                                         | 5.131.922                                                                    | 610.149                                                                      | 5.742.071                                                                    | –                                                                            | -                                                                            |
| 1980                                                                         | 5.533.556                                                                    | 491.323                                                                      | 6.024.879                                                                    | –                                                                            | -                                                                            |
| 1979                                                                         | 5.777.333                                                                    | 443.817                                                                      | 6.221.150                                                                    | –                                                                            | -                                                                            |
| 1978                                                                         | 5.343.996                                                                    | 391.804                                                                      | 5.735.800                                                                    | –                                                                            | -                                                                            |
| 1977                                                                         | 4.174.728                                                                    | 223.130                                                                      | 4.397.858                                                                    | –                                                                            | -                                                                            |
| 1976                                                                         | 3.876.101                                                                    | 225.337                                                                      | 4.101.438                                                                    | –                                                                            | -                                                                            |
| 1975                                                                         | 3.505.197                                                                    | 193.699                                                                      | 3.698.896                                                                    | –                                                                            | -                                                                            |
| 1974                                                                         | 3.277.094                                                                    | 161.336                                                                      | 3.438.430                                                                    | –                                                                            | -                                                                            |
| 1973                                                                         | 3.045.540                                                                    | 135.646                                                                      | 3.181.186                                                                    | –                                                                            | -                                                                            |
| 1972                                                                         | 2.633.210                                                                    | 152.534                                                                      | 2.785.744                                                                    | –                                                                            | -                                                                            |
| 1971                                                                         | 1.718.544                                                                    | 149.333                                                                      | 1.867.877                                                                    | –                                                                            | -                                                                            |
| 1970                                                                         | 1.445.779                                                                    | 177.694                                                                      | 1.623.473                                                                    | –                                                                            | -                                                                            |
| 1969                                                                         | 1.113.881                                                                    | 187.787                                                                      | 1.301.668                                                                    | –                                                                            | -                                                                            |
| 1968                                                                         | 669.421                                                                      | 137.258                                                                      | 806.679                                                                      | –                                                                            | -                                                                            |
| 1967                                                                         | 383.767                                                                      | 111.512                                                                      | 495.279                                                                      | –                                                                            | -                                                                            |
| 1966                                                                         | 228.515                                                                      | 89.206                                                                       | 317.721                                                                      | –                                                                            | -                                                                            |
| 1965                                                                         | 171.404                                                                      | 80.636                                                                       | 252.040                                                                      | –                                                                            | -                                                                            |
| 1964                                                                         | 115.484                                                                      | 69.574                                                                       | 185.058                                                                      | –                                                                            | -                                                                            |
| 1963                                                                         | 138.059                                                                      | 67.533                                                                       | 205.592                                                                      | –                                                                            | -                                                                            |
| 1962                                                                         | 143.842                                                                      | 65.787                                                                       | 209.629                                                                      | –                                                                            | -                                                                            |
| 1961                                                                         | 147.217                                                                      | 66.072                                                                       | 213.289                                                                      | –                                                                            | -                                                                            |
| 1960                                                                         | 120.547                                                                      | 75.360                                                                       | 195.907                                                                      | –                                                                            | -                                                                            |
| 1959                                                                         | 71.931                                                                       | 62.842                                                                       | 134.773                                                                      | –                                                                            | -                                                                            |
| 1958                                                                         | 4.262                                                                        | 44.306                                                                       | 48.568                                                                       | –                                                                            | -                                                                            |
| 1957                                                                         | 4.384                                                                        | 36.951                                                                       | 41.335                                                                       | –                                                                            | -                                                                            |

1. ↑  Luftfracht und Flugbewegungen bis 2023 laut ACI.

### Vergleich
| FLL      | -   | 2022 | 31.686.404 | 00+ 41,4 % | 96.785    | 000+ 8,8 % | 285.801 | 00+ 5,0 % |
| FLL      | -   | 2010 | 22.412.627 | 22.412.627 | 88.965    | 88.965     | 272.293 | 272.293   |
| MIA      | 34  | 2022 | 50.684.396 | 00+ 42,0 % | 2.500.346 | 00+ 36,2 % | 458.478 | 0+23,6 %  |
| MIA      | 34  | 2010 | 35.698.025 | 35.698.025 | 1.836.171 | 1.836.171  | 370.790 | 370.790   |
| PBI      | 68  | 2022 | 6.640.043  | 00+ 12,8 % | 27.787    | 00+ 46,1 % | 171.855 | +21,5 %   |
| PBI      | 68  | 2010 | 5.887.723  | 5.887.723  | 19.018    | 19.018     | 141.387 | 141.387   |
| RSW      | 168 | 2022 | 10.343.802 | 00+ 37,7 % | 17.420    | 0+ 12,4 %  | 90.567  | 00+ 8,2 % |
| RSW      | 168 | 2010 | 7.514.316  | 7.514.316  | 15.498    | 15.498     | 83.742  | 83.742    |
| Quellen: |     |      |            |            |           |            |         |           |

### Verkehrsreichste Strecken
| Rang | Stadt                        | Passagiere | Fluggesellschaften                          |
| ---- | ---------------------------- | ---------- | ------------------------------------------- |
| 01   | Atlanta, Georgia             | 1.178.900  | Delta, Frontier, JetBlue, Southwest, Spirit |
| 02   | Newark, New Jersey           | 781.640    | JetBlue, Spirit, United                     |
| 03   | New York–LaGuardia, New York | 683.690    | Delta, JetBlue, Spirit                      |
| 04   | New York–JFK, New York       | 670.790    | Delta, JetBlue                              |
| 05   | Baltimore, Maryland          | 483.980    | Southwest, Spirit                           |
| 06   | Chicago–O’Hare, Illinois     | 413.490    | American, Southwest, Spirit, United         |
| 07   | Boston, Massachusetts        | 409.100    | Delta, JetBlue, Spirit                      |
| 08   | Dallas/Fort Worth, Texas     | 404.420    | American, Spirit                            |
| 09   | Charlotte, North Carolina    | 402.620    | American, Spirit                            |
| 10   | Detroit, Michigan            | 400.210    | Delta, Spirit                               |

| Rang | Stadt                                  | Passagiere | Fluggesellschaften                                        |
| ---- | -------------------------------------- | ---------- | --------------------------------------------------------- |
| 01   | Cancún, Mexiko                         | 444.458    | JetBlue, Southwest, Spirit                                |
| 02   | Toronto-Pearson, Kanada                | 415.443    | Air Canada, Air Canada Rouge, Air Transat, Flair, WestJet |
| 03   | Montréal–Trudeau, Kanada               | 377.843    | Air Canada, Air Canada Rouge, Air Transat, Flair          |
| 04   | Montego Bay, Jamaika                   | 300.294    | JetBlue, Southwest, Spirit                                |
| 05   | Punta Cana, Dominikanische Republik    | 271.752    | JetBlue, Southwest, Spirit                                |
| 06   | Santo Domingo, Dominikanische Republik | 262.545    | JetBlue, Spirit                                           |
| 07   | Kingston, Jamaika                      | 249.192    | Caribbean, JetBlue, Spirit                                |
| 08   | Bogotá, Kolumbien                      | 240.670    | Avianca, JetBlue, Spirit                                  |
| 09   | San José, Costa Rica                   | 235.345    | JetBlue, Spirit                                           |
| 10   | Nassau, Bahamas                        | 225.652    | Bahamasair, JetBlue, Silver, Southwest, Western Air       |

## Zwischenfälle
- Am 18. Mai 1972 kam es bei einer Douglas DC-9-31 (Luftfahrzeugkennzeichen N8961E) der Eastern Airlines am Fort Lauderdale-Hollywood International Airport zu einer Bruchlandung. Dabei brachen das Hauptfahrwerk und die Tragflächen ab. Es kam zu einem Brand, bei dem das Flugzeug völlig zerstört wurde. Die 10 Personen an Bord überlebten alle den Unfall.[33]

- Am 6. Mai 1977 überhitzte an einer Curtiss C-46F-1-CU Commando der US-amerikanischen Inter Air (N355W) nach dem Start vom Flughafen Fort Lauderdale das Triebwerk Nr. 2 (rechts), was zu einem Leistungsverlust führte. Da der Propeller nicht in die Segelstellung gebracht werden konnte, musste das Flugzeug in 4 Meter Wassertiefe, 300 Meter vor der Küste notgewassert werden. Die Maschine war mit drei Enstrom-Hubschraubern auf dem Weg nach San Juan mit einem Zwischenstopp in Miami. Alle drei Besatzungsmitglieder, die einzigen Insassen auf dem Frachtflug, überlebten den Unfall. Das Flugzeug wurde zerstört.[34]

- Am 26. Mai 1979 stürzte eine Howard 350 (Umgebaute Lockheed Ventura) aufgrund des Ausfalls eines Triebwerk kurz nach dem Start zu einem Flug nach Bimini ab. Bei dem Versuch, in der Nähe des Flughafens notzulanden, kollidierte das Flugzeug mit Bäumen. An Bord befanden sich der Pilot und ein Passagier, beide wurden getötet. Als Unfallursache stellte man eine schlechte Wartung und menschliches Versagen seitens des Piloten fest.[35]

- Am 6. November 1992 fiel an einer Douglas DC-7CF der dominikanischen Aerochago Airlines (HI-619SP) nach dem Start vom Flughafen Fort Lauderdale-Hollywood das Triebwerk Nr. 4 (rechts außen) aus. Eine Weile später kam es auch zum Ausfall des Triebwerks Nr. 2 (links innen). Der Kapitän entschied sich, bei Dania Beach eine Notwasserung durchzuführen. Alle fünf Insassen auf dem Frachtflug, drei Besatzungsmitglieder und zwei Passagiere, überlebten den Unfall. Die Maschine war überladen und über die Wartung des Flugzeugs und der Triebwerke gab es keine Aufzeichnungen.[36]

- Am 19. November 2013 stürzte ein Learjet 35A der mexikanischen Aero J.L. fünf Kilometer nordöstlich des Flughafens in den Atlantischen Ozean. Zuvor absolvierte der Learjet für Air Evac International einen Ambulanzflug von San José nach Fort Lauderdale, der Absturz ereignete sich dann beim Rückflug zur Basis in Cozumel. Kurz nach dem Start meldete der Copilot einen Triebwerksausfall und erhielt anschließend vom Fluglotsen die Anweisung, zum Flughafen zurückzukehren. Stattdessen entfernte sich das Flugzeug weiter vom Flughafen und verlor weiter an Höhe, sodass es nach einer Linkskurve vor Fort Lauderdale ins Wasser stürzte. An Bord des Flugzeugs befanden sich zwei Besatzungsmitglieder und zwei Passagiere, alle starben beim Absturz. Nach der Bergung des Wracks stellte man fest, dass beim linken Triebwerk die Schubumkehr eingeschaltet war, aufgrund der Zerstörung des Flugzeugs konnte die Ursache jedoch nicht mehr festgestellt werden. Außerdem stellte man nach der Auswertung des Flugschreibers fest, dass der Copilot für seine Position nicht qualifiziert war. Des Weiteren arbeitete die Besatzung die Checkliste für Notfälle nicht ab, laut dem NTSB hätte der Absturz dadurch wahrscheinlich verhindert werden können.[37][38]

- Am 29. Oktober 2015 fing nach einem Treibstoffleck ein Triebwerk einer Boeing 767-200 (N251MY) der Dynamic Airways während des Wartens auf die Startfreigabe Feuer. Von den 110 Menschen an Bord wurden 14 verletzt, einer davon erlitt schwere Verbrennungen.[39][40][41]

- Am 28. Oktober 2016 verunglückte eine MD-10F (Luftfahrzeugkennzeichen N370FE) auf dem Flug FX910 bei der Landung auf dem Fort Lauderdale-Hollywood International Airport. Der aus Memphis kommenden Maschine brach während des Ausrollens das linke Hauptfahrwerk, wodurch die linke Tragfläche auf dem Asphalt aufschlug und Feuer fing. Die Besatzung konnte sich unverletzt retten. Die Unfallursache ist laut dem Untersuchungsbericht der NTSB ein Riss im Fahrwerk. Dieser wurde durch das Überschreiten des Wartungsintervalles um 213 Tage nicht entdeckt.[42]

- Am 6. Januar 2017 schoss der 26-jährige Esteban Santiago mit einer legal transportierten Pistole im Terminal 2 um sich und tötete dabei fünf Menschen.[43] Als dem Täter die Munition ausging, ließ er sich widerstandslos festnehmen.[44] Der Irak-Kriegsveteran diente bis 2016 bei der Nationalgarde und hatte psychische Probleme.[45] Am 17. August 2018 wurde der Täter zu fünf Mal Lebenslänglich plus 120 Jahre Haft verurteilt, durch eine Vereinbarung mit der Justiz entging er einer möglichen Verhängung der Todesstrafe.[46][47]

- Am 12. und 13. April 2023 wurde der Flughafen von einer Sturzflut unter Wasser gesetzt, nachdem es mehr als 600 mm innerhalb von 24 Stunden regnete. Vom 12. bis zum 14. April musste der Flughafen daher geschlossen werden, was zur Streichung von mehr als 1100 Flügen führte und 64.000 Passagiere betraf.[48][49]